# امبو، اتیوپی
امبو، اتیوپی (به لاتین: Ambo, Ethiopia) یک منطقهٔ مسکونی در اتیوپی است که در منطقه اورومیا واقع شده‌است.

## خصوصیات
امبو ۹۴٬۳۴۲ نفر جمعیت دارد و ۲٬۱۰۱ متر بالاتر از سطح دریا واقع شده‌است.